# Arthur Johnston
Arthur Johnston (* 10. Januar 1898 in New York City, New York; † 1. Mai 1954 in Corona del Mar, Kalifornien) war ein US-amerikanischer Komponist von Filmmusik, der bei der Oscarverleihung 1937 für den Oscar für den besten Song nominiert war.

## Biografie
Johnston begann 1930 bei Melody Man seine Karriere in der Filmwirtschaft Hollywoods und wurde 1937 zusammen mit dem Liedtexter Johnny Burke für den Song „Pennies from Heaven“ aus dem gleichnamigen Film für den Oscar für den besten Song nominiert.
Zahlreiche seiner Lieder wie „Cocktails for Two“, „Just One More Chance“ (mit Sam Coslow), „Pennies from Heaven“ oder „Thanks“ werden bis heute in Filmen wie Wie ein wilder Stier (1980), Alle sagen: I love you (1996), Buddy – Der Weihnachtself (2003) und Aviator (2004) verwendet.
1970 wurde er posthum in die Songwriters Hall of Fame aufgenommen.